# Hydrocanthus debilis
Hydrocanthus debilis är en skalbaggsart som beskrevs av Sharp 1882. Hydrocanthus debilis ingår i släktet Hydrocanthus och familjen grävdykare. Inga underarter finns listade i Catalogue of Life.